# Vellefrie
Vellefrie è un comune francese di 123 abitanti situato nel dipartimento dell'Alta Saona nella regione della Borgogna-Franca Contea.

## Storia

### Simboli
Lo stemma è stato adottato dal consiglio comunale nella seduta del 25 ottobre 2024.
Lo stemma comunale riunisce elementi ripresi dai blasoni di tre importanti famiglie che hanno segnato la storia di Vellefrie: i Plaisant (scaccato di quattro tiri d'argento (o d'oro) e di verde), gli Oiselay (di rosso, alla banda a spina di pesce d'oro) e i Bauffremont (vaiato d'oro e di rosso).

## Società

### Evoluzione demografica
Abitanti censiti